# LOT波蘭航空5055號班機空難
1987年5月9日，LOT波蘭航空5055號班機於波蘭華沙的卡巴迪森林（Kabaty Woods）自然保護區外圍墜毀。出事的客機是一架伊留申-62M，命名為塔德烏哥斯。據波蘭委員會調查，客機失事的原因是2號引擎內的一個故障軸承令發動機軸解體及留在引擎艙內，令機上產生大量熱量。熱量傳過旁邊的1號引擎並令其損毀及失火，火勢波及貨艙令飛機急速減壓，最後更使機上的電器系統逐一失靈。
事件起因跟7年前出事的LOT波蘭航空007號班機十分地相似。在007班機墜毀後，波蘭委員會指出發動機軸解體是由於金屬疲勞，採用的金屬原料不當造成產品抗疲勞能力較弱及引擎軸設計失誤。波蘭政府災難特別委員會在1980年的調查提出這些問題，但俄羅斯的設計師，機械工程師和科學家否認了這些原因，指出渦輪解體是由於引擎故障，而不是波蘭當局指出的原因。在5055號班機失事後，類似的報告被送往莫斯科，但再次被否認。不久之後發生東歐劇變，波蘭航空其後開始購買波音767取代伊爾-62飛行跨大西洋航線。波蘭航空的最後一架IL-62也於1991年底出售給烏克蘭。

## 經過

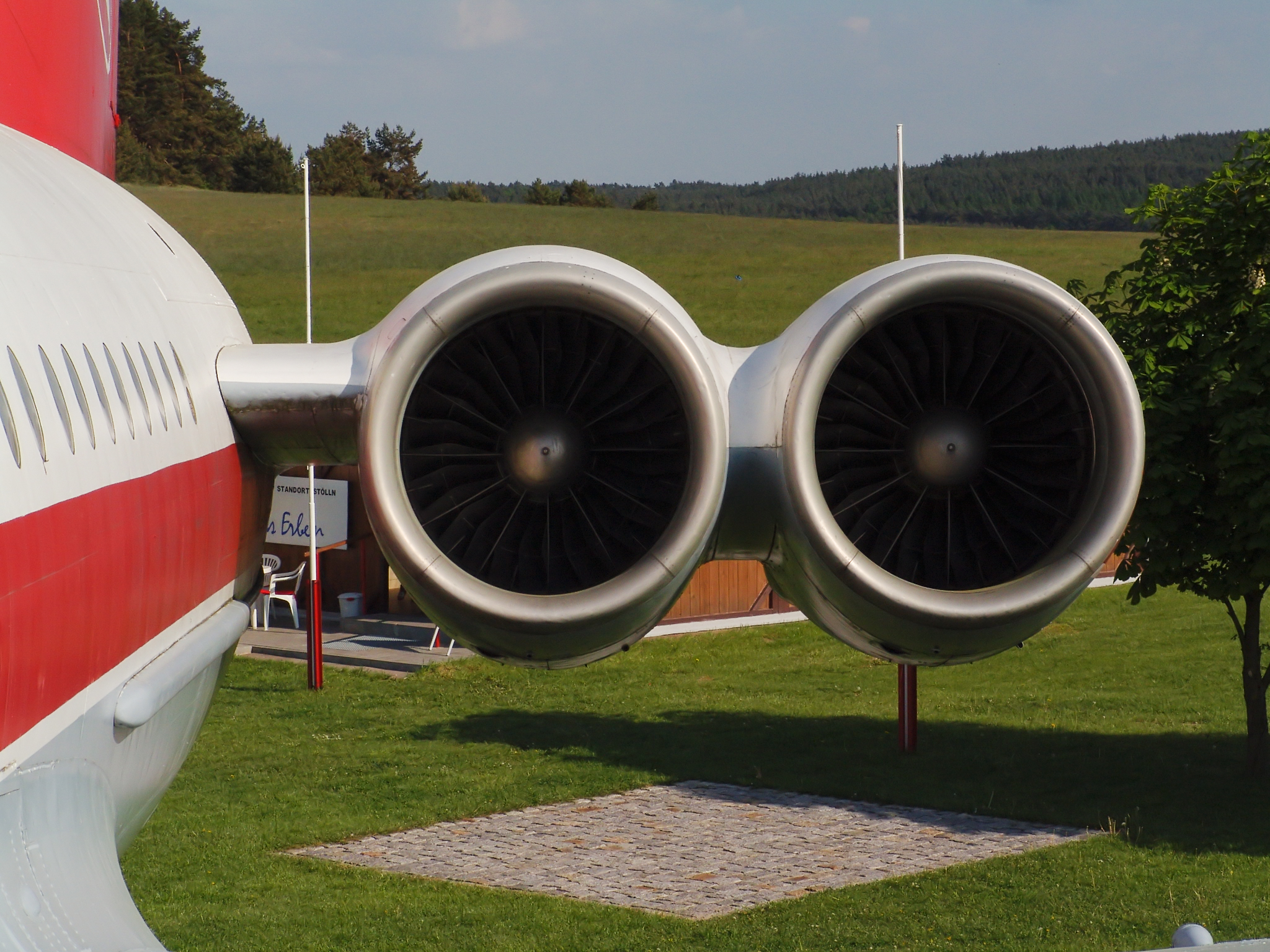
伊留申IL-62型客机引擎特写

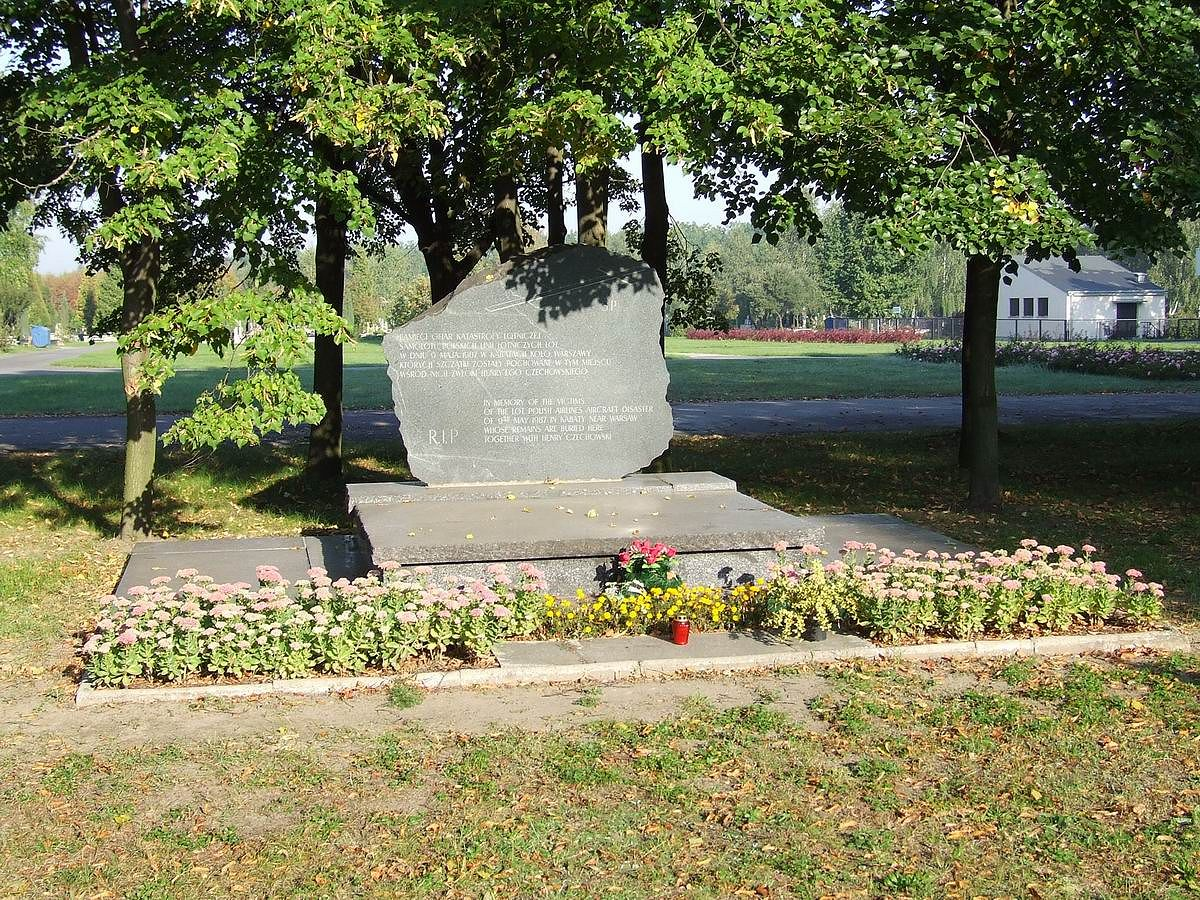
5055號班機空難的紀念碑

這班飛往紐約的定期航班於上午10時18分在奧肯切機場33跑道起飛。機長隨後按甚高頻全向信標指示準備爬升至31,000英尺，這時飛機位於26,500英尺高空。
上午10點41分，當飛機剛剛飛越近Warlubie的Lipniki村（在空中8200米和時速每小時810公里），其中一個引擎發生爆炸並起火。爆炸的渦輪令飛機左邊兩個相連的1號及2號引擎起火。並有一塊碎片衝進4號貨艙，造成火災迅速蔓延。
機組人員接著發現控制飛機升降的系統失靈，只有垂直尾翼仍然受控，機員開始緊急下降至13,200英尺。當時，可供客機緊急降落的是最接近的格但斯克機場（Gdańsk Airport），但不可能在那兒降落，因為機員不能在飛機滿載燃料時試圖緊急降落，所以他們決定折返前往華沙。由於電力系統受損，機組人員連排放燃料也成問題，他們也沒有意識到，大火蔓延到飛機後方的貨艙（4號和6號貨艙，並可能在墜機前最後一分鐘進入客艙）。
起初機組人員決定降落在莫德林的軍用機場上，但在最後的時刻，他們決定繼續飛往奧肯切（因當地有更好的消防和醫療設備）。許多人相信，當時機長決定放棄降落在軍用機場（跟官方報告相違）及否認了其他機員的要求，降落在莫德林。
機員試圖從南方進場（因當時有強風），並把飛機180度轉向對準33跑道降落，可是火勢迅速蔓延，燃燒至飛機外側（飛機尾部當時拖著一團巨大的火焰和黑煙），起落架也無法工作，令飛機徹底失控，飛機開始解體。飛機於11時09分，於4,900英尺上空以時速每小時480公里急速左轉，機身上的一些燃燒物體墜到地面，引起火災。當飛機飛越Piaseczno鎮後便撞向華沙機場外6公里的一個森林內並爆炸解體，黑盒記錄了在11時12分（13秒）在駕駛艙內的最後一句話：「Dobranoc! Do widzenia! Cześć, giniemy!」（中文譯解：晚安！再見！再見，我們要死了！）。機上的172名乘客和11名機組人員全部死亡。

## 今天

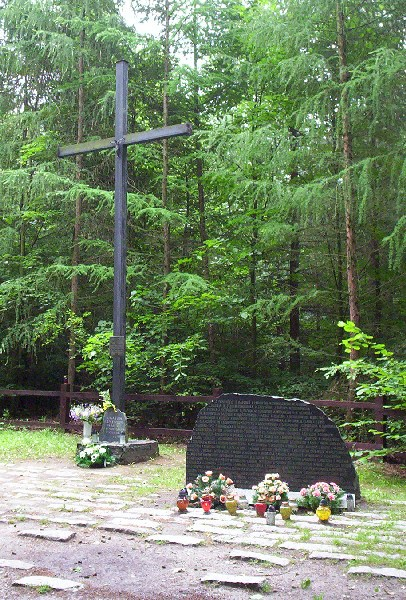
空難所在的森林，豎立了一個黑色的十字架及一塊黑色的石刻紀念碑

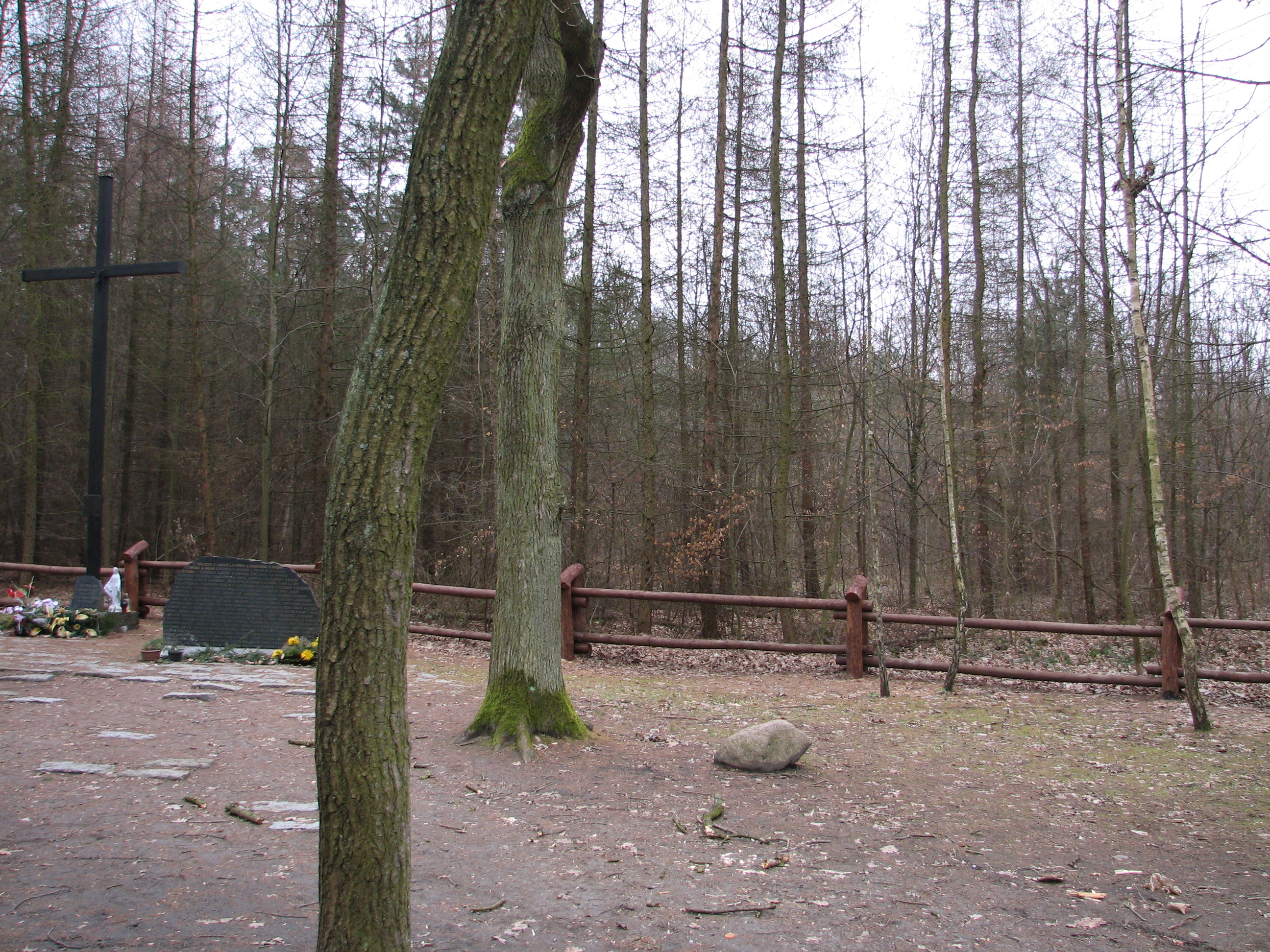
2009年拍攝當年墜機的地點，可見四周樹木依然稀疏

事故發生後，飛機失事地點一共花了3個月時間清理，並重新栽種樹木。可是，即使到了今天，樹林內一處很長的地方依然完全可望見天空。在森林北部豎立了一個黑色的、高高立起的十字架，和一個黑色石頭雕刻的紀念碑，以紀念空難的183名罹難者。
空難發生後，從華沙到美國的跨大西洋航線並沒有改變。但每當飛機離開華沙並飛越Lipniki村時，機員都以默哀記憶他們死去的同事。
直至2009年，5055號班機空難依然是波蘭史上最慘重的空難事故，也是涉及IL-62型客機的最嚴重空難事故。

## 外部連結
- Aviation Safety Network報告（页面存档备份，存于）
- Planecrashinfo.com的出事客機照片及報告 （页面存档备份，存于）
- 出事客機的通話記錄
- 出事前的SP-LBG （页面存档备份，存于）